# Martin Rodbell
Martin Rodbell (1 tháng 12 năm 1925 – 7 tháng 12 năm 1998) là một nhà hóa sinh và nhà nội tiết học phân tử người Mỹ, đã đoạt giải Nobel Sinh lý và Y khoa năm 1994 chung với Alfred G. Gilman cho công trình "phát hiện ra các protein G và vai trò của chúng trong việc chuyển tín hiệu di truyền ở các tế bào."

## Tiểu sử
Rodbell sinh tại Baltimore, Maryland. Sau khi tốt nghiệp trường Baltimore City College, năm 1943 ông vào học khoa sinh học và chủ nghĩa hiện sinh ở Đại học Johns Hopkins. Năm 1944, việc học của ông bị gián đoạn vì thi hành nghĩa vụ quân sự, như một hiệu thính viên radio ở Hải quân Hoa Kỳ trong thế chiến thứ hai. Sau chiến tranh, năm 1946 ông trở lại Đại học Johns Hopkins và đậu bằng cử nhân khoa học chuyên khoa sinh học năm 1949. Rodbell đậu bằng tiến sĩ khoa hóa sinh ở Đại học Washington năm 1954. Ông làm công trình nghiên cứu hậu tiến sĩ ở Đại học Illinois tại Urbana-Champaign từ năm 1954 tới 1956. Năm 1956, Rodbell nhận chức vụ làm nhà hóa sinh nghiên cứu ở "Viện Tim quốc gia" (National Heart Institute), một viện của National Institutes of Health, tại Bethesda, Maryland. Năm 1985, Rodbell trở thành giám đốc khoa học của "Viện quốc gia nghiên cứu Khoa học Y tế môi trường" (National Institute of Environmental Health Sciences) trực thuộc "National Institutes of Health" ở Research Triangle Park, Bắc Carolina nơi ông làm việc cho tới khi nghỉ hưu năm 1994

## Sự nghiệp
Phản ánh các sự tương tự thông thường ngày càng tăng giữa Khoa học máy tính và khoa sinh học trong thập niên 1960, Rodbell tin rằng các hệ thống xử lý thông tin căn bản của cả các máy tính lẫn các cơ quan sinh học đều giống nhau. Ông quả quyết là các tế bào riêng biệt cũng tương tự như các hệ thống điều khiển học hợp thành bởi 3 thành phần phân tử riêng biệt: các bộ phận phân biệt (discriminator), các bộ phận chuyển tín hiệu (transducer), và các bộ phận khuếch đại (amplifier) (cũng được gọi là các "effector"). Bộ phân biệt (discriminator), hoặc bộ nhận của tế bào (cell receptor), nhận thông tin từ bên ngoài tế bào; một bộ phận chuyển tín hiệu của tế bào (cell transducer) xử lý thông tin này qua màng tế bào; và bộ phận khuếch đại làm tăng các tín hiệu này để khởi động các phản ứng bên trong tế bào hoặc chuyển thông tin tới các tế bào khác.
Tháng 12 năm 1969 và đầu tháng 1 năm 1970, Rodbell làm việc với một đội ngũ trong phòng thí nghiệm nghiên cứu tác dụng của hormone glucagon trong bộ nhận ở màng tế bào gan một con chuột—bộ phân biệt tế bào để nhận các tín hiệu từ bên ngoài. Rodbell phát hiện ra ATP (adenosine triphosphate) có thể đảo ngược hoạt động nối kết glucagon với bộ nhận của tế bào và vì thế tách hẳn glucagon ra khỏi tế bào. Rồi ông nhận thấy các dấu vết của GTP (guanosine triphosphate) có thể đảo ngược quá trình nối kết hầu như một ngàn lần chắc chắn hơn ATP. Rodbell suy ra rằng GTP dường như là yếu tố sinh học hoạt động trong việc tách glucagon ra khỏi bộ nhận của tế bào, và rằng GTP đã được lộ ra như một chất không thuần nhất trong các thí nghiệm ban đầu của ông với ATP. Ông ta tìm thấy GTP này, kích thích hoạt động trong "protein guanine nucleotide" (sau này gọi là protein G), cái mà, lần lượt, tạo ra các hiệu quả trao đổi chất sâu xa trong tế bào. Rodbell mặc nhận sự hoạt hóa này của protein G là quá trình "second messenger" mà Earl Wilbur Sutherland Jr. đã tạo thành lý thuyết. Trong ngôn ngữ của việc chuyển tín hiệu di truyền, thì protein G, kích hoạt bởi GTP, là thành phần chính của bộ phận chuyển di truyền, một mắt xích chủ yếu giữa bộ phân biệt và bộ khuếch đại. Sau này, Rodbell đưa ra bằng chứng là các protein G phụ thêm ở bộ phận nhận của tế bào có thể ngăn chặn và kích hoạt sự chuyển di truyền, thường là trong cùng một lúc. Nói cách khác, các bộ nhận của tế bào đủ tinh vi để làm nhiều việc xử lý khác nhau trong cùng một lúc.

## Đời tư
Năm 1950, Rodbell kết hôn với Barbara Ledermann, một bạn cũ của người viết nhật ký nổi tiếng Anne Frank. Họ có bốn người con.
Rodbell từ trần tại Chapel Hill do bị hư nhiều cơ quan sau một cơn bệnh kéo dài.